# Andrej Korsakov
Andrej Korsakov (in russo Андрей Борисович Корсаков?; Mosca, 7 maggio 1946 – Mosca, 19 gennaio 1991) è stato un violinista, insegnante e direttore d'orchestra sovietico.

## Biografia
Andrej Borisovič Korsakov iniziò gli studi di violino all'età di sette anni con suo padre presso la Scuola Musicale Centrale di Mosca (ЦМШ). Dai 18 anni studiò al Conservatorio di Mosca con Boris Belen'kij sino al diploma nel 1969. Nel 1971, completò gli studi post-diploma sotto la guida di Leonid Kogan. Successivamente si esibì regolarmente in Unione Sovietica, Europa, Australia, Canada, Messico e Stati Uniti. 
Contemporaneamente fu autorizzato dalla autorità sovietiche a partecipare a diversi concorsi internazionali. Ancora studente, nel 1965 si classificò terzo al Premio Paganini di Genova e a questa occasione incontrò per la prima volta Leonid Kogan. Al Concorso di Montreal in Canada nel 1966 ottenne il 3º premio; al Concorso Jacques Thibaud di Parigi nel 1967 ottenne il 2º premio. Nel 1971 gli fu assegnato il 2º premio al Concorso Regina Elisabetta di Bruxelles.
Korsakov alternava l'attività concertistica con quella didattica, insegnando violino al Conservatorio di Mosca dal 1971 al 1991. Tra i suoi studenti ci furono Natalia Alenitsyna, Aleksandr Spivak e la figlia Natasha Korsakova.
Nel 1980, all'età di 34 anni, fondò l'orchestra da camera il «Concertino» che diresse per 11 anni. 
Suonò prima un violino di Andrea Guarneri della Collezione di Stato Russa e poi un Francesco Ruggieri. Fu nominato Artista del Popolo della RSFS Russa.
Nel 1989 Korsakov ricoprì la carica di direttore principale e direttore artistico dell'Orchestra da Camera di Mosca succedendo a Viktor Tret'jakov, ma mantenne la sua posizione per soli tre anni prima della sua prematura scomparsa il 19 gennaio 1991 all'età di 44 anni.

## Scritti
- [Ricordi sulle lezioni di Leonid Kogan], in V. J. Grigor'ev (a cura di), Леонид Коган: воспоминания, письма, статьи, Mosca, Советский композитор, 1987, pp. 114-119